# Taponas
Taponas – miejscowość i gmina we Francji, w regionie Owernia-Rodan-Alpy, w departamencie Rodan.
Według danych na rok 1990 gminę zamieszkiwało 466 osób, a gęstość zaludnienia wynosiła 61 osób/km² (wśród 2880 gmin regionu Rodan-Alpy Taponas plasuje się na 1175. miejscu pod względem liczby ludności, natomiast pod względem powierzchni na miejscu 1309.).